# 渋谷巌
渋谷 巌（しぶや いわお、1914年9月28日 - 2003年12月13日）は、日本の航空技術者。中島飛行機の課長、東北大学の教授、富士重工業の常務などを務めた。戦前は一〇〇式重爆撃機「呑龍」の構造設計、超大型爆撃機「富嶽」の開発など、戦後はジェットエンジン「JO-1」の開発などを手掛けた。

## 生涯
旧制富山高校を経て、東京帝国大学に入学した。とくに航空を好きなわけではなかったが、数学が好きで難しいなら受けようと思い、難関の航空学科に受験したという。教師からは難しいが、渋谷なら入れるだろうと言われたという。1937年（昭和12年）3月、東京帝国大学工学部航空学科を卒業。同期は東條輝雄、内藤子生、高山捷一などで「花の十二年組」と呼ばれた。卒業論文の担任教授は小野鑑正で、タイトルは「薄板構造の挫屈論」。卒業前には大学図書館にある世界最先端の論文をほぼ読んだという。2年先輩の中島飛行機にいた糸川英夫から、入る意思があるなら入社可能と言われたことや、三菱重工（名古屋）や川崎飛行機（岐阜）と違い、中島飛行機なら東京ないし関東に勤務できること、社長の中島知久平から連絡を受けたこともあり、同級生の内藤子生とともに連れだってその場で入社が決まった。
1937年4月、中島飛行機に入社し、太田製作所の設計部で陸軍機の担当となる。1年も経たずに陸軍の一〇〇式重爆撃機「呑龍」の胴体設計を担当する。渋谷は、薄板を使った大胆な設計を行い、「波板の巌さん」・「巌コル」の愛称で呼ばれた。また、試作戦闘機キ87の基本設計を担当。超大型爆撃機「富嶽」の主翼設計を担当したが、試作中に中止になった。キ115「剣」の基本計画を作成。1944年末からジェット機、キ201「火龍」の機体設計を担当したが、試作が完成間際で敗戦を迎えた。また、1939年半ば頃から1940年5月まで東京帝国大学の小野鑑正教授から要請を受けて東京帝国大学で講義を行っていた。教師になるよう強く求められたが陸軍参謀本部の強い反対されてできなかった。1943年に工学博士の学位を授与。
終戦後は航空機開発が禁止され、1945年12月、柴田・真島先生の紹介で鉄道技術研究所に入る。1947年10月、東北大学で助教授に就任し、研究内容を弾性力学から流体力学に変更した。1949年には教授になった。航空機開発の再開を機に、1952年3月、中島飛行機の後継の一つである大宮富士工業に復帰し、ジェットエンジンの開発に専念し、戦後初のジェットエンジン「JO-1」の開発をプロジェクトリーダーとして指揮した。1955年4月1日、旧中島飛行機の5社が合併して富士重工業が設立され、渋谷は同社の航空機部門のリーダーとして自衛隊機（LM-1、KM-2、T-1）や軽飛行機（FA-200、FA-300）、ライセンス生産機などの開発・生産を指揮した。 ボーイング、三菱重工、川崎重工、富士重工による国際共同開発事業YX/B767のプロジェクトの実現に貢献した。1976年、藍綬褒章を受章。2003年度、財団法人日本航空協会より「ジェットエンジン並びに練習機T-１を始めとする諸開発を通じ航空機製造技術の向上に貢献されました」として航空亀齢賞を受賞。2003年12月13日、肺炎のため死去。

## 参照
1. 1 2 3  『現代物故者事典2003～2005』（日外アソシエーツ、2006年）p.292
2. ↑  “渋谷巌氏死去／元東北大教授、元富士重工業常務”. SHIKOKU NEWS. 四国新報社. (2003年12月15日)
3. ↑  前間孝則『戦闘機屋人生』、61-63頁
4. 1 2  前間孝則『戦闘機屋人生』、66-67頁
5. 1 2 3 4 5 6  渋谷巌 (1973). “研究・開発に想う”. 日本機械学会誌 76 (659):  1225-1228. doi:10.1299/jsmemag.76.659_1225.
6. 1 2  前間孝則『戦闘機屋人生』、77-79頁
7. ↑  前間孝則『日本の名機をつくったサムライたち』、151頁
8. ↑  薄板の冷間圧延鋼材＝コルゲーテッドシート（波板）に由来する。巌コルは、妥協せず頑固なことを表す。
9. 1 2 3 4 5  前間孝則『戦闘機屋人生』、80-82頁
10. ↑  前間孝則『日本の名機をつくったサムライたち』、153-156頁
11. ↑  前間孝則『日本の名機をつくったサムライたち』、156-164頁
12. ↑  前間孝則『日本の名機をつくったサムライたち』、165頁
13. 1 2  前間孝則『日本の名機をつくったサムライたち』、152頁
14. ↑  “航空機構造に使用せられる薄肉彎曲板の坐屈論”.  国立情報学研究所. 2020年7月13日閲覧。
15. 1 2  前間孝則『日本の名機をつくったサムライたち』、173頁
16. ↑  前間孝則『日本の名機をつくったサムライたち』、175頁
17. ↑  “平成15年度「空の日」航空関係者表彰　受賞おめでとうございます”. www.aero.or.jp.  日本航空協会. 2020年7月8日閲覧。